# Arpitània
Arpitània ( ? i  escolteu-ne la pronunciació en arpità) (en arpità Arpitania, Arpetania) és el territori de la llengua francoprovençal o llengua arpitana. És una regió cultural (principalment lingüística) en el sector occidental dels Alps.
En l'actualitat Arpitània es troba repartida entre tres estats: França, Suïssa i Itàlia. Pel sud limiten amb Occitània i les Vallades Occitanes del Piemont.
El topònim "Arpitània" deriva de la paraula Arpes, el nom dels Alps en arpità.

## Història
Històricament la regió lingüístico-cultural d'Arpitània o francoprovençal existeix fàcticament des de l'edat mitjana, ja entre els segles vii i ix és acreditable la presència d'un conjunt lingüístic francoprovençal, delimitat al nord-est i a l'est per la dita llengua d'oïl -precedent de l'actual francès- i al sud per la dita llengua d'oc, és a dir l'occità; al nord-est es va donar l'influx dels dialectes alamànics i a l'est l'influx de les llengües italianes del grup piemontès i llombard.
Amb el desenvolupament del poderós estat nació francès durant l'edat moderna l'influx de l'idioma francès es va fer intens en la regió, especialment a les seves àrees urbanes (la presència espanyola en el Franc Comtat no sembla haver estat significativa i tampoc ha estat molt significatiu l'influx de l'italià en els dominis arpitans de la Casa de Savoia per més que el nucli d'aquesta casa dinàstica s'hagi trobat en el centre d'Arpitània formant part del Ducat de Savoia).
D'altra banda, el topònim Arpitània és de data recent; en els '70 del segle xx el valldostà Jozé Harrieta [Joseph Henriet] encunya la paraula Harpitanya per a referir-se als territoris situats entorn del Mont Blanc i la conca alta del Roine (Rôno), per a aquesta època el terme és associat a un petit partit polític -actiu principalment en la zona italiana- anomenat Mouvement Harpitany; després reapareix en la Suïssa Romanda, la Savoia i el Franc Comtat gràcies al professor Xavier Gouvert, ja escrit Arpitanya i després Arpitania i desproveït de connotacions polítiques de caràcter partidari o facciós, sinó amb l'actual significat principalment cultural i geogràfic.
És de notar que al llarg del segle xx la llengua francoprovençal (o arpità) ha reculat molt en el nombre dels seus parlants davant el francès normatiu i -un poc en menor grau- l'italià normatiu, mentre que encara no s'ha establert una llengua arpitana o francoprovençal normativa consensuada en els diversos territoris corresponents a l'Arpitània, per altra banda entre la zona de Roanne i Mâcon o -en arpitan- Mâconês- existeix una zona lingüística qualificada de transicional entre el francès i l'arpità, aquesta zona és dita Francisca o afrancesada (en francès: francisée).

## Administració

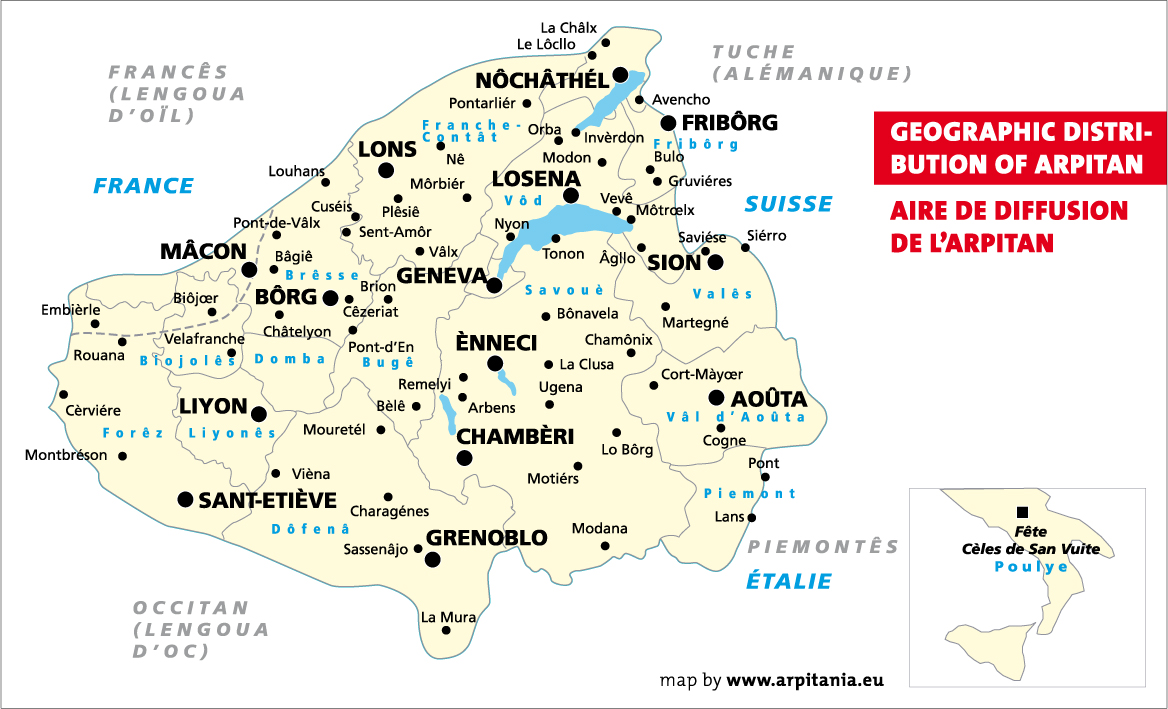
Distribució del francoprovençal (arpità)

En l'actualitat el territori de l'Arpitània queda sota sobirania de tres estats:
- A França corresponen les regions arpitanes de la Savoia (Savouè) -dividida en Alta Savoia (Hiôta Savouè o Savouè d'Amont) i Baixa Savoia (Savouè d'Avâl)-, Franc Comtat (Franche-Comtât), Charolais (Charolês), Beaujolais (Biôjolês), Bugey (Bugê) i el nord del Delfinat (Dôfenâ), el Forez (Forêz), Maconès (Mâconês), el Bresse (Brêsse), el Lionès (Liyonês) i el Dombes (Domba).
- A Suïssa, pràcticament tota la Romandia (és a dir el sector francòfon de la Confederació Suïssa) és part nord-oriental de l'Arpitània.
- A Itàlia, el sector arpitanès es correspon amb la Vall d'Aosta (Vâl d'Août) i el sector alpí del Piemont (Piemont) coincident amb els Valades o Valls Valdeses dites en arpità: Vâlades Arpitanes du Piemont. Pel sud limiten amb les Valadas Occitanas del Piemont.

## Banderes
La primera bandera d'Arpitània fou dissenyada el 1970 per Jozé Harrieta; la bandera era vermella i tenia al centre un disc negre amb creu blanca.
L'estiu de 1972 Harrieta va modificar el disseny i sobre la bandera savoiana tradicional (vermella amb creu blanca) hi va afegir un pal negre al pal, amb tres estels blancs, un per cada estat en el qual vivia la nació arpitana (Itàlia a la Vall d'Aosta, França a Savoia, i Suïssa al Valais).
Modernament s'han creat noves banderes, entre les quals la del Moviment Arpitanista, que recull els colors d'Harrieta canviant la part inferior de la bandera tradicional savoiana per negre, i el de la nació arpitana dins la Lliga Nord o Padània, amb els colors savoians (vermell sobre blanc) i el sol dels Alps i estels daurats. Aquesta bandera, de fet, només és utilitzada a Itàlia.